# SV Rasensport-Preußen Königsberg
Spielvereinigung Rasensport-Preußen Königsberg – niemiecki klub piłkarski z siedzibą w Królewcu (niem. Königsberg). Istniał w latach 1905–1945.

## Historia
Klub został założony w 1905 roku jako Sportclub Preußen 05 Königsberg. Po połączeniu z VfR Königsberg w 1920 roku, przyjął nazwę Rasensport-Preußen Königsberg. W sezonie 1927/1928 uczestniczył w rozgrywkach regionalnej ligi Baltenverband (grupa Ostpreußen) i ukończył je na 5. miejscu. W 1933 roku wszedł w skład nowo utworzonej Gauligi (grupa Ostpreußen), będącej wówczas najwyższą ligą i spędził w niej 6 sezonów. W sezonie 1938/1939 spadł z ligi, jednak w następnym z powrotem do niej awansował. W sezonie 1940/1941 nie ukończył rozgrywek. W kolejnych latach nie występował już w Gaulidze. W 1945 roku w wyniku przyłączenia Królewca do ZSRR, klub został rozwiązany.

## Występy w Gaulidze
| Liga                                        | Sezon     | Pozycja      |
| ------------------------------------------- | --------- | ------------ |
| Gauliga Ostpreußen Gruppe I                 | 1933/1934 | 3.           |
| Gauliga Ostpreußen Gruppe I                 | 1934/1935 | 7.           |
| Gauliga Ostpreußen Bezirksklasse Königsberg | 1935/1936 | 3.           |
| Gauliga Ostpreußen Bezirksklasse Königsberg | 1936/1937 | 1.           |
| Gauliga Ostpreußen Bezirksklasse Königsberg | 1937/1938 | 3.           |
| Gauliga Ostpreußen                          | 1938/1939 | 10.          |
| Gauliga Ostpreußen                          | 1940/1941 | nie ukończył |